# Crying Freeman (film)
Crying Freeman är en amerikansk-japansk-fransk-kanadensisk actionfilm från 1995 baserad på en mangaserie med samma namn.

## Handling
Historien handlar om Yo är yrkesmördare mot sin vilja. Under ett uppdrag möter han en Emu O'Hara som blir ett vittne till avrättningen. Han får senare ett uppdrag av sin arbetsgivare att döda Emu och försöker då fly från organisationen.

## Tagline
- Once in a lifetime comes the perfect killer.

## Rollista
- Yo Hinamura/Freeman - Mark Dacascos
- Emu O'Hara - Julie Condra
- Det. Forge - Rae Dawn Chong
- Det. Netah - Tcheky Karyo
- Koh - Byron Mann